# オデッサ・ソビエト共和国

オデッサ・ソビエト共和国
Одеська Радянська Республіка (ウクライナ語) 
 Одесская Советская Республика (ロシア語)

国歌: Интернационал（ロシア語）
インターナショナル

オデッサ・ソビエト共和国によって主張された領域

オデッサ・ソビエト共和国（ウクライナ語：Одеська Радянська Республіка, ウクライナ語ラテン翻字: Odesʹka Radyansʹka Respublika、ロシア語：Одесская Советская Республика, ロシア語ラテン翻字: Odesskaya Sovetskaya Respublika）は、1918年1月31日（ユリウス暦1月18日）に建国されたソビエト共和国である。ロシア帝国時代のヘルソン県とベッサラビア県で構成された。

## 歴史
オデッサ・ソビエト共和国はボルシェビキの軍がウクライナ政府をキエフに押し込み、スファトゥル・ツァーリーがモルダヴィア民主共和国の独立を宣言する直前に独立を宣言した。1917年の2月革命の後、オデッサ政府は最高機関であるルムチェロドであった。第二議会の委員会はニコライ・クリレンコ(Narkom Nikolai Krylenko)によって組織されたソ連のクーデターの後で任命されたウラジミール・ユドヴスキー（Vladimir Yudovsky）が議長を務めた。

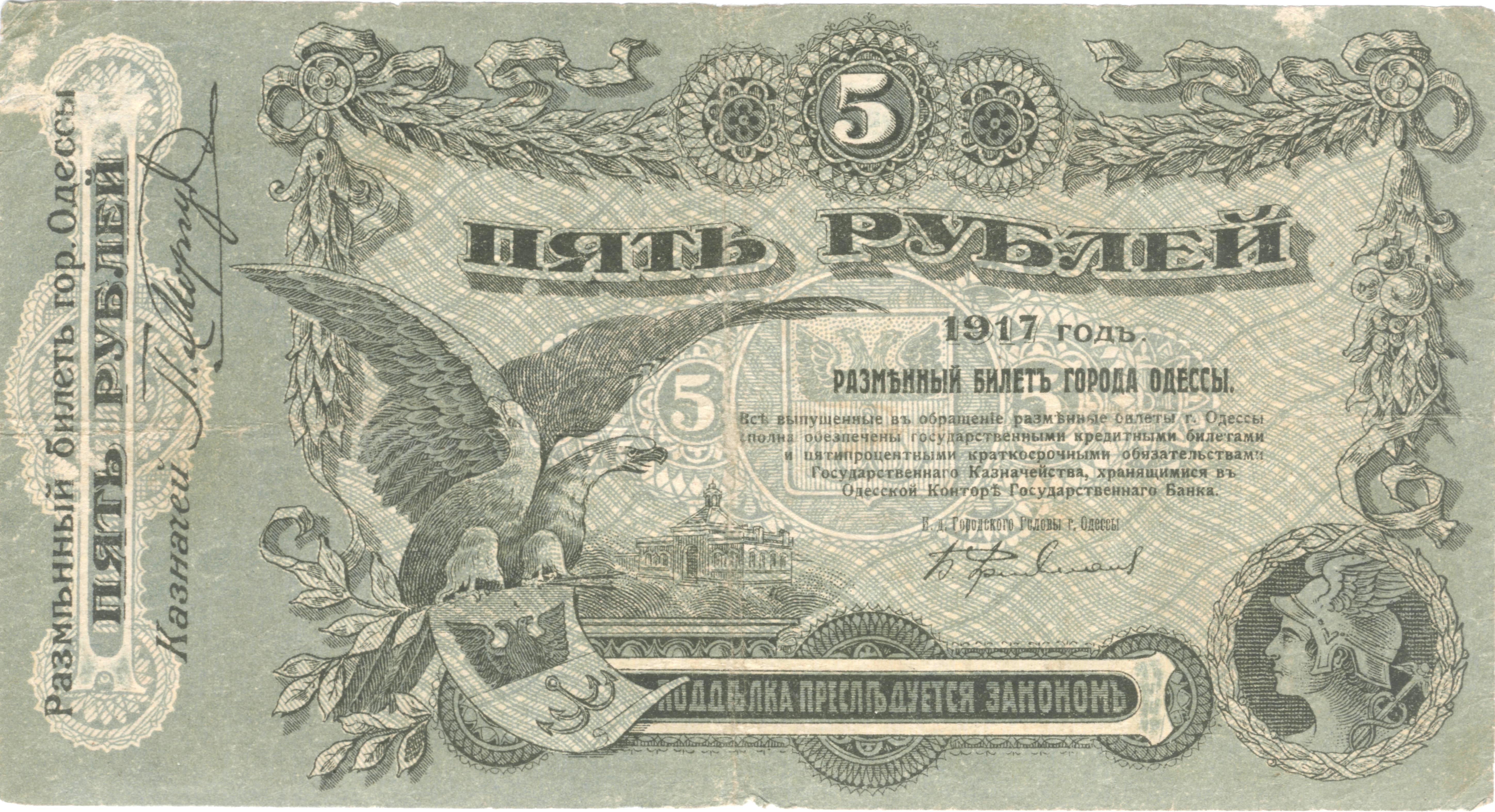
オデッサルーブル

ユドヴスキーは1918年に人民委員会議会の議長に任命された。彼の政府はボルシェビキ、アナーキスト、社会主義革命派などで作られた。政府は1918年1月3日オデッサの自由都市化を宣言し、ペトログラードのボルシェビキ政府に忠誠を誓った。1918年の2月にニコライ・ムラヴィヨフ(Mikhail Muravyov)によって政府は一掃され、州の運営部に格下げされ、地方中央執行委員会であったルムチェロドと合併させられた。
オデッサは独自の切手と通貨を発行しており、これは内戦と、この地域の相対的な不安定性の状況下で行われ、以前のロシア帝国の地方政府で発行されたさまざまな通貨より種類が多かった。
存在期間が短く不安定な政体であったため、オデッサ・ソビエトは国際社会から認知されず、ボルシェビキも認めなかった。共和国はドニエステル川でルーマニア軍の侵攻を停止させることに成功し、OSRの主張に沿って川を渡ってベッサラビアへの反攻を管理した。オデッサ共和国は1918年3月13日の建国後の2ヵ月後、ドイツとオーストリア・ハンガリー軍が侵攻してきたために終焉を迎え、ブレスト＝リトフスク条約によってペトログラード人民委員会とウクライナ人民共和国の一部となった。政府と軍は当初ムィコラーイウに撤退し、その後戦争資料と公文書を持ってセヴァストポリとロストフ・ナ・ドヌに撤退した。

## 参照
- History of Ukraine. Part ІІІ: 1917-2003